# Chambre de commerce et d'industrie Fribourg
Pour les articles homonymes, voir CCIF.
La Chambre de commerce et d'industrie du canton de Fribourg (en allemand Handels- und Industriekammer des Kantons Freiburg, en abrégé CCIF - HIKF) est une association de droit privé qui a pour but de favoriser l'économie du canton de Fribourg, en Suisse. Elle compte plus de 1 200 membres en 2024.
À la suite du départ d'Alain Riedo, Chantal Robin prend la direction de la CCIF le 1er septembre 2016.
Christophe Emmenegger est son directeur depuis 2024, à la suite du départ à la retraite de Chantal Robin.